# Surimi

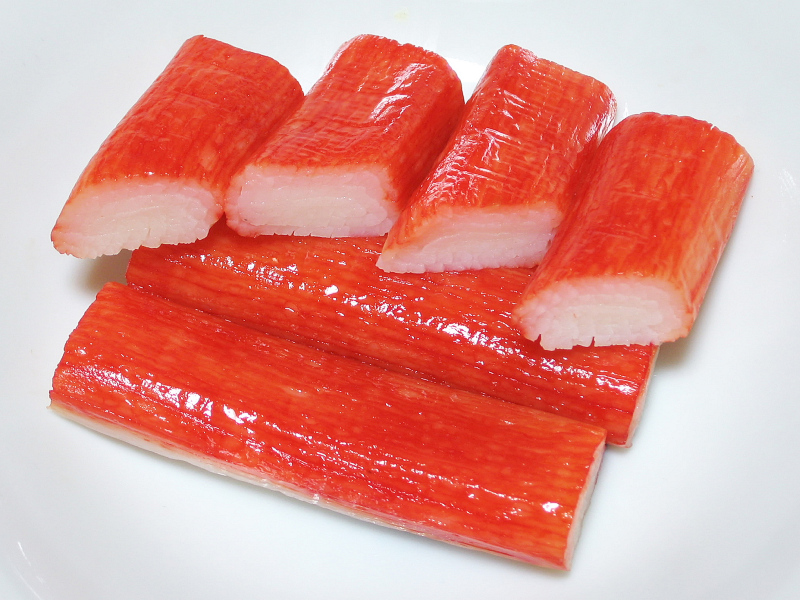
Krabí tyčinky – imitace krabího masa vyrobená ze surimi

Surimi (japonsky 擂り身, „mleté maso“) je název pro pastu z rozdrceného rybího nebo jiného masa, například z tresky, jakož i různé potravinové produkty z této pasty vyrobené. Tyto produkty jsou dostupné v mnoha tvarech a podobách a nejčastěji napodobují barvu a strukturu krabího masa.
Nejznámějším produktem ze surimi v západních zemích jsou tzv. krabí tyčinky. Přítomnost krabího masa v nich je však spíše vzácná a obsahují leda aromata z korýšů, popř. zbytky měkkýšů. 